# Höganäs BK

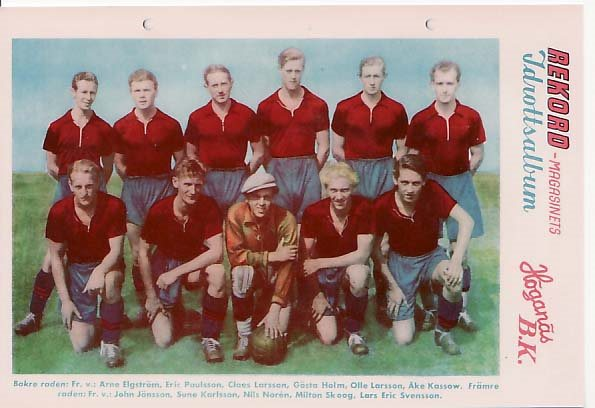
Höganäs BK årgång 1944 under storhetsperioden, Skånes mesta klubb i nästhögsta serien, när de flera gånger under hela tre decennier (1930-60-talen) var nära att gå upp i Allsvenskan.

Höganäs Bollklubb är en fotbollsklubb från Höganäs i Skåne. De spelar sina hemmamatcher på Höganäs Sportcenter i Lerberget. Laget spelar i röda tröjor, blåa byxor och röda strumpor.
Klubben, som bildades 1913, spelade mellan säsongerna 1931/32 och 1960 hela 28 säsonger i den näst högsta divisionen i fotboll. Säsongen 1952/53 kom de tvåa bakom Kalmar FF, som gick direkt upp till allsvenskan.
En stort publicerad spelarövergång i medierna, var när bröderna Torsten och Lennart Bunke såldes till Helsingborgs IF 1932. 2018 tog HIF-legendaren Álvaro Santos plats i Höganäs startelva.
Nuvarande hemmaarena är Sportcentret i Lerberget sedan 2015 . På Julivallen, den gamla hemmaplanen, är publikrekordet 5 283 mot Halmstads BK i den näst högsta ligan (nuvarande Superettan) 25 oktober 1953.
2023 spelar laget i Division 3 Sydvästra Götaland.